# Alastor variolosus
Alastor variolosus är en stekelart som beskrevs av Charles Thomas Bingham 1897. Alastor variolosus ingår i släktet Alastor och familjen Eumenidae. Inga underarter finns listade i Catalogue of Life.